# گیوله دل جودیس
گیوله دل جودیس (انگلیسی: Gioele Del Giudice؛ زادهٔ ۷ مارس ۲۰۰۰) بازیکن فوتبال است.
از باشگاه‌هایی که در آن بازی کرده‌است می‌توان به باشگاه فوتبال اودینزه اشاره کرد.